# Andreas Olavi Ventilius
Andreas Olavi Ventilius, född 1622, död mars 1654 i Normlösa församling, Östergötlands län, var en svensk präst.

## Biografi
Andreas Olavi Ventilius föddes 1622. Han var son till kyrkoherden Olaus Andreæ Slacovius och Karin Persdotter i Väderstads församling. Ventilius blev 1639 student vid Uppsala universitet och prästvigdes 1648. Han blev 1648 kyrkoherde i Normlösa församling. Han avled i mars 1654 i Normlösa församling.

### Familj
Ventilius gifte sig 1648 med Anna Persdotter Grubb. Hon var dotter till kyrkoherden Petrus Clementis och Nora i Normlösa församling. Grubb hade tidigare varit gift med kyrkoherden Andreas Claudii Enærus i Normlösa församling. Ventilius och Grubb fick tillsammans barnen Catharina Ventilia (född 1649) som var gift med kyrkoherden Johannes Tzander i Höreda församling och kyrkoherden Jonas Johannis Fallerius i Veta församling, och Ingrid Ventilia gifte med kyrkoherden Neokylander i Vists församling.